# Ouran High School Host Club (film)
Ouran High School Host Club (桜蘭高校ホスト部 Gekijoban Oran Koko Hosutobu) è un film del 2012 diretto da Satoshi Kan.
Il film riprende le vicende avventurose di Haruhi e dei suoi amici dell'Host Club. La storia è ispirata dalla serie manga di Bisco Hatori conosciuta in Italia sotto il titolo di Host Club - Amore in affitto e relativa versione anime.
L'Ouran Academy è un istituto d'elite riservato a studenti di classe alto-borghese; Haruhi è una dei pochissimi a provenire invece da una famiglia povera. A seguito di un concatenarsi d'eventi imprevedibili ella finisce col diventare, travestita da maschio, membro effettivo del club chiamato "Host Club", tutto dedito a render il più piacevole possibile la vita quotidiana delle studentesse.

## Trama
Si sta programmando il festival annuale della scuola e l'Host Club si prepara a partecipare; al gruppo vincitore dei giochi verrà assegnato come premio il salone centrale dell'istituto, da poter utilizzare in esclusiva. Una giovane ragazza appena giunta però, di nome Michelle, comincia a portare il caos tra i membri dell'Host.